# Grand Prix der Volksmusik
Il Grand Prix der Volksmusik (letteralmente in italiano "Gran Premio della Musica Popolare") è stato un concorso canoro annuale televisivo trasmesso per la prima volta nel 1986 riguardante la musica popolare dell'area linguistica tedesca. Inizialmente vi partecipavano artisti da Germania (repubblica federale), Austria e Svizzera tedesca. Dal 2000 a questa manifestazione partecipa anche l'Alto Adige/Südtirol.
Questo "Grand Prix" è stato una coproduzione organizzata dalle televisioni pubbliche di Alto Adige (Rai Südtirol), Austria (ORF), Svizzera (SF) e Germania ZDF e dalla Arbeitsgemeinschaft zur Förderung der musikalischen Unterhaltung ("Comunità di lavoro per la promozione dell'intrattenimento musicale").
Il Gran Premio veniva trasmesso in diretta e in Eurovisione dalle televisioni che lo coproducevano e poteva essere definito l'Eurovision Song Contest dell'area linguistica tedesca, anche perché molto simile (sistema di voto, preselezioni nazionali-regionali). Ogni anno il concorso si teneva in un paese partecipante diverso. Fino al solo 2000 la manifestazione ha avuto luogo in Alto Adige (cinque volte vincitore), a Merano.

## I vincitori
2010 (Vienna): Belsy e Florian Fesl  - "I hab di gern"
2009 (Monaco): Vincent und Fernando  - "Der Engel von Marienberg"
2008 (Zurigo): Die Klostertaler  – "Heimat ist dort wo die Berge sind"
2007 (Vienna): Sigrid & Marina con i Zillertaler Haderlumpen  - "Alles hat zwei Seiten"
2006 (Monaco): Belsy & Rudy Giovannini con il Coro Monti Pallidi  - "Salve Regina"
2005 (Zurigo): Die Psayrer mit Barbara  - "Berge im Feuer"
2004 (Vienna): Die Ladiner  - "Beuge dich vor grauem Haar"
2003 (Rust): Marc Pircher  - "Hey Dirndl, spürst es so wia i"
2002 (Merano): Nockalm Quintett & Stephanie  - "Dort auf Wolke Sieben" - Testo: Dagmar Obernosterer
2001 (Vienna): Marianne Cathomen  - "Hey Baby, küss mich noch mal"
2000 (Zurigo): Oswald Sattler & Jantje Smit  - "Ich zeig dir die Berge" - Testo: Dagmar Obernosterer
1999 (Erfurt): Monique  - "Einmal so, einmal so"
1998 (Vienna): Francine Jordi  - "Das Feuer der Sehnsucht"
1997 (Zurigo): Sandra Weiss  - "Ich suche nicht das Paradies"
1996 (Magonza): Daniela und Dirk  - "Monte Cristallo"
1995 (Vienna): Geraldine Olivier  - "Nimm dir wieder einmal Zeit"
1994 (Zurigo): Henry Arland e Hansi con Maxi  - "Echo der Berge"
1993 (Rostock): Die jungen Klostertaler  - "An a Wunder hob i g'laubt"
1992 (Zurigo): Stefanie Hertel  - "Über jedes Bacherl geht a Brückerl"
1991 (Innsbruck): Alpentrio Tirol  - "Hast a bisserl Zeit für mi"
1990 (Saarbrücken): Kastelruther Spatzen  - "Tränen passen nicht zu dir"
1989 (Linz): Stefan Mross  - "Heimwehmelodie"
1988 (Zurigo): Original Naabtal Duo  - "Patrona Bavariae"
1987 (Hannover): Maja Brunner  - "Das kommt uns spanisch vor"
1986 (Vienna): Nella Martinetti  - "Bella Musica"